# Erlichmanita
L'erlichmanita és un mineral de la classe dels sulfurs que pertany al grup de la pirita. Rep el nom de Joseph Ehrlichman, analista de microsonda electrònica.

## Característiques
L'erlichmanita és un sulfur d'osmi de fórmula química OsS₂. Cristal·litza en el sistema isomètric. Rarament es troba en forma de cristalls piritoedrals arrodonits, de fins a 1 mil·límetre, sent més comuna en forma de diminuts grans en aliatges de platí i ferro en palletes de platí, i com a inclusions en cromita. La seva duresa a l'escala de Mohs és 4,5 a 5,5. Forma una sèrie de solució sòlida amb la laurita.
Segons la classificació de Nickel-Strunz, l'erlichmanita pertany a «02.EA: Sulfurs metàl·lics, M:S = 1:2, amb Fe, Co, Ni, PGE, etc.» juntament amb els següents minerals: aurostibita, bambollaita, cattierita, fukuchilita, geversita, hauerita, insizwaita, krutaita, laurita, penroseita, pirita, sperrylita, trogtalita, vaesita, villamaninita, dzharkenita, gaotaiita, alloclasita, costibita, ferroselita, frohbergita, glaucodot, kullerudita, marcassita, mattagamita, paracostibita, pararammelsbergita, oenita, anduoita, clinosafflorita, löllingita, nisbita, omeiita, paxita, rammelsbergita, safflorita, seinäjokita, arsenopirita, gudmundita, osarsita, ruarsita, cobaltita, gersdorffita, hol·lingworthita, irarsita, jolliffeita, krutovita, maslovita, michenerita, padmaita, platarsita, testibiopal·ladita, tolovkita, ullmannita, willyamita, changchengita, mayingita, hollingsworthita, kalungaita, milotaita, urvantsevita i rheniïta.

## Formació i jaciments
Es troba típicament el plaers, derivada de les cromitites associades a ofiolites i altres tipus de roques ultramàfiques. Sol trobar-se associada a altres minerals com: platí, osmi, laurita, hol·lingworthita, irarsita i altres sulfurs i aliatges de platí i ferro. Va ser descoberta l'any 1971 a la mina MacIntosh, al districte de Willow Creek (Estats Units).